# Флаг ФСБ России
Флаг ФСБ России является официальным символом, указывающим на принадлежность к Федеральной службе безопасности Российской Федерации (ФСБ России).
22 апреля 2010 года, в целях реализации единой государственной политики в области геральдики, упорядочения официальных символов федеральных органов исполнительной власти, сохранения и развития исторических традиций, указом Президента Российской Федерации, были учреждены флаг и знамя ФСБ России.
Данный указ вступил в силу 28 апреля 2010 года.

Флаг Федеральной службы безопасности Российской Федерации представляет собой прямоугольное полотнище, на котором изображён четырёхконечный синий (васильковый) крест с расширяющимися концами, окаймлённый узкой белой полосой, и с красными углами между концами креста.
В центре полотнища изображён геральдический знак — эмблема Федеральной службы безопасности Российской Федерации.
Отношение ширины флага к его длине — два к трём.